# ブライアン・サットン
ブライアン・サットン（Bryan Sutton、1973年 - ） は アメリカのミュージシャン。アコースティック・ギターの奏者として知られるが、マンドリン、バンジョー、エレキギターの演奏も行う。

## 経歴
サットンは初め、リッキー・スキャッグスのブルーグラスバンド"ケンタッキー・サンダー"のメンバーとして頭角を現す。その後、バンドを去り、セッションの仕事へと活動の中心をうつしていく。サットンはスキャッグスの他にも、ディクシー・チックス、ジェリー・ダグラス、サム・ブッシュ、ベラ・フレック、ホット・ライズ、クリス・シーリ、トニー・ライスなどとツアーを行っている。
サットンは2002年にホット・ライズに加入。共にツアーを行う。
2007年には、ギタリストのドック・ワトソンとのデュオで演奏したブルーグラスの伝統的な曲"Whiskey Before Breakfast"がグラミー賞に輝く。この曲は、3本のNeumann microphoneとラップトップを用いて、エンジニアのフィル・ハリスの手によって、コロラドのホテルでレコーディングされた。
2007-08年、サットンはクリス・シーリ＆The How to Grow a Bandとツアーを行う。
2011年6月 ArtistWorks Academy of Bluegrassの一部としてオンライン・ブルーグラス・ギタースクール・ウィズ・ブライアン・サットンを設立。
サットンはナッシュビルで最も必要とされているセッション・プレイヤーの一人であり、最近ではデラ・マエ&キャッシュ・キャビンのレコーディング・プロデュースも行っている。サットンのスタイルは、スタッカートと力強いクロマチック、メロディック進行が、ブルーグラス、ブルース、フォークの中で混合されている。

## 歯車
サットンはBourgeois guitar|Bourgeois Guitarsを支援し、通常は彼のシグネチャー・モデルであるBourgeois Bryan Sutton Limited Editionを使っている。また、Bourgeois Guitarsの「Country Boy Deluxe」モデルのドレッド・ノート、サットンをインスパイアしたスロープ・ショルダーのドレッド・ノート「Banjo Killer」も用いる。また、1940 Martin D-28も使っている。

## ディスコグラフィ

### ソロアルバム
| Title                                   | Album details                                                 | Peak positions |
| Title                                   | Album details                                                 | US Bluegrass   |
| --------------------------------------- | ------------------------------------------------------------- | -------------- |
| Ready to Go                             | - Release date: February 22, 2000 - Label: Sugar Hill Records | —              |
| Bluegrass Guitar                        | - Release date: May 13, 2003 - Label: Sugar Hill Records      | —              |
| Not Too Far from the Tree               | - Release date: March 14, 2006 - Label: Sugar Hill Records    | 8              |
| Almost Live                             | - Release date: July 14, 2009 - Label: Sugar Hill Records     | 9              |
| Into My Own                             | - Release date: April 29, 2014 - Label: Sugar Hill Records    | 5              |
| The More I Learn                        | - Release date: June 3, 2016 - Label: Sugar Hill Records      | 3              |
| "—" denotes releases that did not chart |                                                               |                |

### ミュージックビデオ
| Year | Video                   | Director      |
| ---- | ----------------------- | ------------- |
| 2014 | "That's Where I Belong" | Bill Filipiak |

## Awards
- 2000 - IBMA Guitar Player of the Year
- 2003 - IBMA Guitar Player of the Year
- 2004 - IBMA Guitar Player of the Year
- 2005 - IBMA Guitar Player of the Year
- 2006 - IBMA Guitar Player of the Year
- 2007 - Grammy Award for Best Country Instrumental Performance for Whiskey Before Breakfast w/ Doc Watson
- 2011 - IBMA Guitar Player of the Year [2]
- 2013 - IBMA Guitar Player of the Year
- 2014 - IBMA Guitar Player of the Year
- 2015 - IBMA Guitar Player of the Year